# Практор
Пра̀ктор е високопоставен данъчен служител в средновековната държавна администрация, включително и във Втората българска държава, XIII-XIV век.
В Клиторология на Филотей от IX век тя фигурира като титла от пети клас. С оглед на по-късната ѝ употреба се счита, че има валидност на обобщаващ термин за всички данъчни служители в царството. За наличието на тази длъжност свидетелстват българските владетелски грамоти – Виргинската на Константин Тих Асен, Ватопедската на Иван Асен II, Мрачката на Иван Александър, Рилската и Витошката на Иван Шишман, а също така и в сигилия на деспот Алексий Слав.